# 나디출리

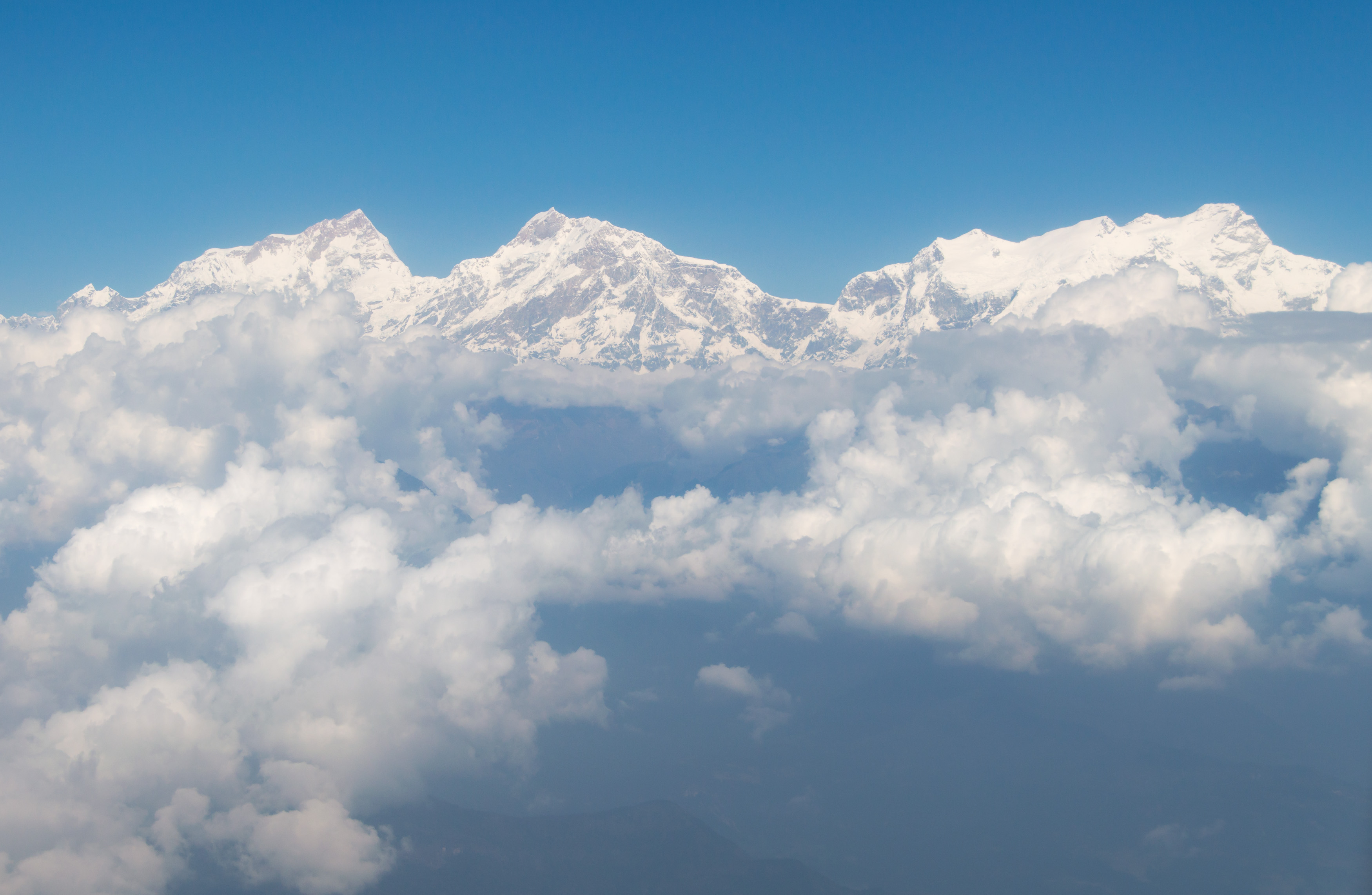
왼쪽에서 오른쪽으로: 마나슬루산, 나디출리, 히말출리

나디출리(Ngadi Chuli)는 만시리 히말에서 높은 산봉오리이다. 네팔에서는 Gurkha Massif로 알려져 있다. 해발 고도 7,871미터이며 지구에서 20번째로 높은 산이다.
높이가 톱 20에 듦에도 불구하고 나디출리의 등반은 한두 차례만 수행되었다.
2014년 기준으로, 1982년 마지막 일본 탐정대 이후로는 추가적인 등산 시도가 이루어지지 않았다.